# Institut de recherches sociales de l'Université nationale autonome du Mexique
L'Institut de recherches sociales (en espagnol : Instituto de Investigaciones Sociales) est un institut de recherche en sciences sociales de l'Université nationale autonome du Mexique à Mexico.
Fondé le 11 avril 1930, l'Institut consacre ses travaux à la recherche académique dans le champ des sciences sociales ainsi qu'à la vulgarisation et à la diffusion de la recherche sociale.
L'Institut est l'institution de ce type la plus ancienne encore en activité au Mexique et en Amérique latine. Alfonso Caso, Miguel Othón de Mendizábal, Vicente Lombardo Toledano, Narciso Bassols, Manuel Gamio et Lucio Mendieta y Núñez en sont les fondateurs et les premiers directeurs. Le réputé Lucio Mendieta y Núñez dirigera l'institut entre 1939 et 1965. Pablo González Casanova, un autre sociologue mexicain réputé, en a été le directeur. Dès ses débuts cet institut sera un des rares membres institutionnels de l'Association internationale de sociologie.
- Alvaro Garcia Linera a été étudiant à cette université en sociologie